# مطار رابغ
مطار رابغ المحلي (إيكاو: OERB) هو مطار محلي يقع في مدينة رابغ. تأسس في عام 1980.